# Северо-Броварской массив
Северо-Броварской массив (укр. Північно-Броварський масив) — жилой массив Киева, расположенный в Днепровском районе.
Ближайшие станции метро — «Дарница» и «Черниговская».
На массиве расположен Киевский городской театр кукол (бывший детский кинотеатр «Ровесник»).
Ранее массив имел название Комсомольский.

## Архитектура

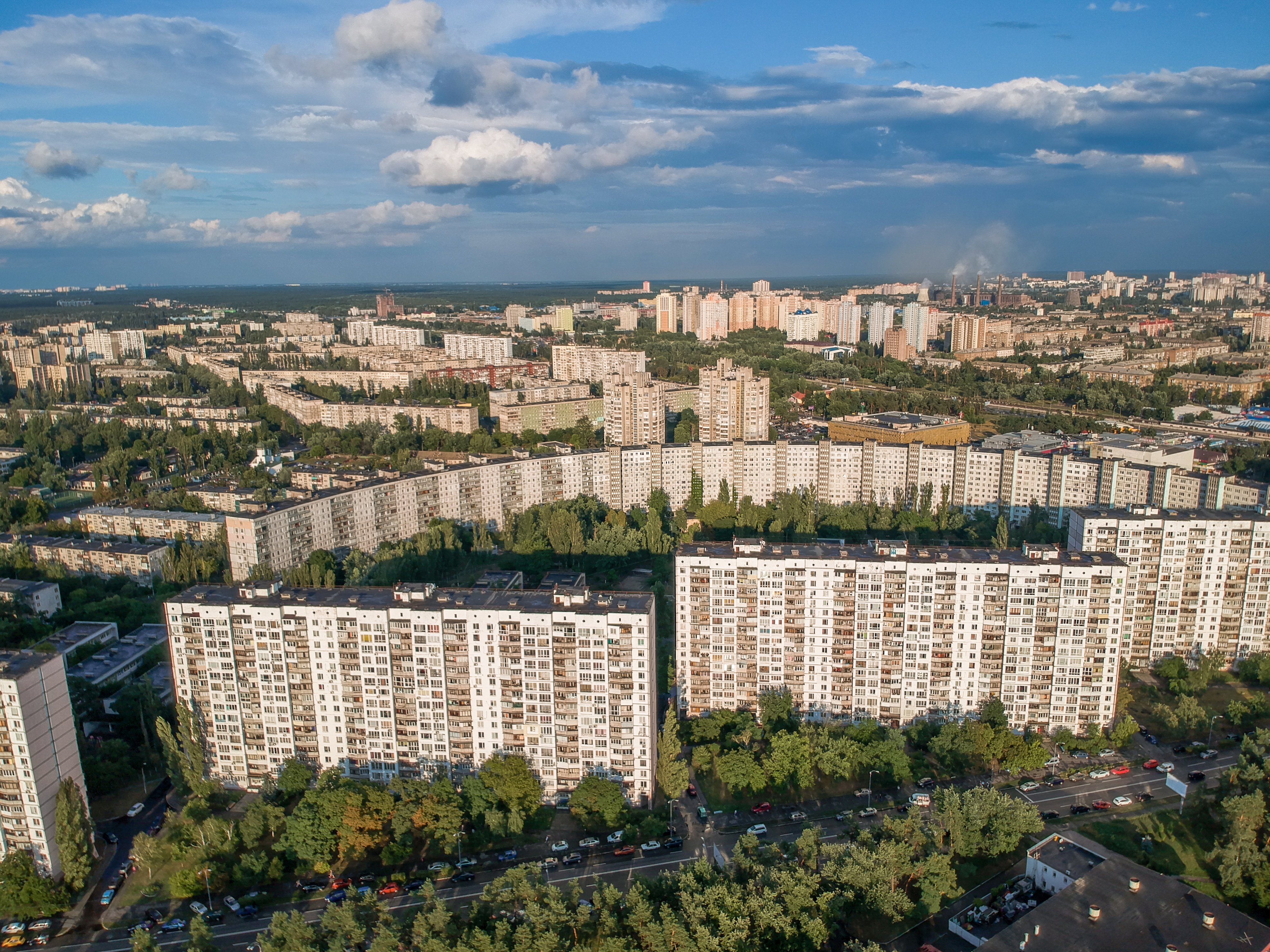
Вид на застройку улицы Князя Романа Мстиславича в Третьем микрорайоне Северо-Броварского массива

Основная застройка массива происходила в 1965—1975 годах. Авторы проекта — архитекторы И. Я. Шилин, Самуил Вайнштейн, Алексей Заваров, Валентин Ежов и другие. До 1968 года массив назывался Северо-Броварской, но был переименован в Комсомольский. В 2018 году массиву было возвращено первоначальное название. Массив расположен на межмагистральной территории, не пересекается улицами, по которым проходит транзитный транспорт. Три микрорайона застроены 5-этажными панельными «хрущёвками», а также 9-, 12- и 16-этажными жилыми домами. В каждом микрорайоне — школа, детские дошкольные учреждения. В застройке массива — первый в Киеве крупнопанельный 12-этажный жилой дом криволинейной конфигурации. Главная магистраль массива — улица Андрея Малышко. На площади поблизости от парка «Победа» расположена гостиница «Братислава» и детский универмаг «Детский мир». Общая жилая площадь массива — 250 тысяч м².
Северо-Броварской массив отделён от Лесного массива Миропольской улицей, и от Воскресенского — зелёным массивом парка «Победа» с запада (архитекторы Михаил Гречина, Валентин Ежов, Самуил Вайнштейн, И. В. Мезенцев). Район расположен на межмагистральной территории в 107 га, на которой отсутствует транзитное движение транспорта. Улицами местного значения (Анатолия Соловьяненко, Князя Романа Мстиславича, Дарницкий бульвар) он разделён на три крупных микрорайона. Укрупнённые школы на 1604 и 2532 ученика расположены на одном участке и имеют общее спортивное ядро. Детские сады-ясли вынесены за границы жилых дворов.